# Central nuclear de Latina
La Central nuclear de Latina (en italiano: Centrale elettronucleare Latina) es una planta de energía nuclear en Latina, Lacio, en Italia. La estructura consta de un reactor de 153 MWe Magnox, que funcionó desde 1963 hasta 1987. La construcción comenzó en 1958 La primera actividad se produjo en diciembre de 1962, y la primera conexión a la red de distribución se realizó en mayo de 1963, La operación comercial empezó a partir de enero de 1964. La planta tenía originalmente una potencia de 210 MWe, pero el peligro de una oxidación significativa de los componentes de acero dulce por el refrigerante dióxido de carbono de alta temperatura requerida (en 1969) produjo una reducción en la temperatura de funcionamiento desde 390 hasta 360 °C, lo que a su vez redujo en un 24% su potencia, hasta 160 MWe.